# Paul Vance
Joseph Paul Florio (Nova Iorque, 4 de novembro de 1929 - West Palm Beach, 30 de maio de 2022), conhecido profissionalmente como Paul Vance , foi um compositor e produtor musical americano que fez sucesso nas décadas de 1950 e 1960.

## Carreira
Depois de abrir um negócio de sucata de automóveis na casa dos vinte anos, ele conheceu o compositor Lee Pockriss , e os dois começaram a escrever juntos. Escreveam em coautoria::
- Catch a Falling Star, de Perry Como,[nota 2] gravada em 1957;[1]
- Itsy Bitsy Teenie Weenie Yellow Polkadot Bikini, de Brian Hyland , gravada em 1960;[nota 3]
- Tracy, de The Cuff Links , gravada em 1969.
- " Playground in My Mind ", em 1972, que foi gravada por Clint Holmes , e se tornou um hit #2 em 1973 na parada Billboard Hot 100, onde permaneceu por 23 semanas.

## Reconohecimento
Em outubro de 2009, Paul Vance foi indicado para inclusão no Hall da Fama dos Compositores .

## Outras atividades
Paul Vance também foi um proprietário bem-sucedido de cavalos de corrida de arreios . De acordo com a United States Trotting Association, ele possuía ou alugava 167 cavalos, incluindo o recordista Secret Service, treinado por seu filho Joseph Vance.

## Morte

### Falsa notícia
Em 6 de setembro de 2006, um homem chamado Paul van Valkenburgh, de Ormond Beach, Flórida , morreu de complicações de câncer de pulmão. Um obituário publicado no The News-Times de Danbury, Connecticut, repetiu a alegação de Van Valkenburgh de que ele havia escrito a música "Itsy Bitsy Teeny Weeny Yellow Polka-Dot Bikini" sob o pseudônimo de Paul Vance, mas que ele havia vendido seus direitos sobre a música décadas antes. A notícia foi reportada pela Associated Press, que publicou um breve obituário de Vance com base no obituário do News-Times e nas informações recebidas da viúva de Van Valkenburgh. O obituário da AP foi retransmitido por jornais e outros meios de comunicação em todo o mundo.
Paul Vance refutou tal notícia aparecendo em público e mostrando documentos de sua atividade.

### Verdadeira morte
Paul Vance morreu em West Palm Beach, Flórida, em 30 de maio de 2022, aos 92 anos.